# Browar w Zwierzyńcu
Browar w Zwierzyńcu – zabytkowy browar z początku XIX wieku mieszczący się w Zwierzyńcu. Właścicielem zakładu jest Skarb Państwa, a dzierżawcą – Perła – Browary Lubelskie.

## Historia

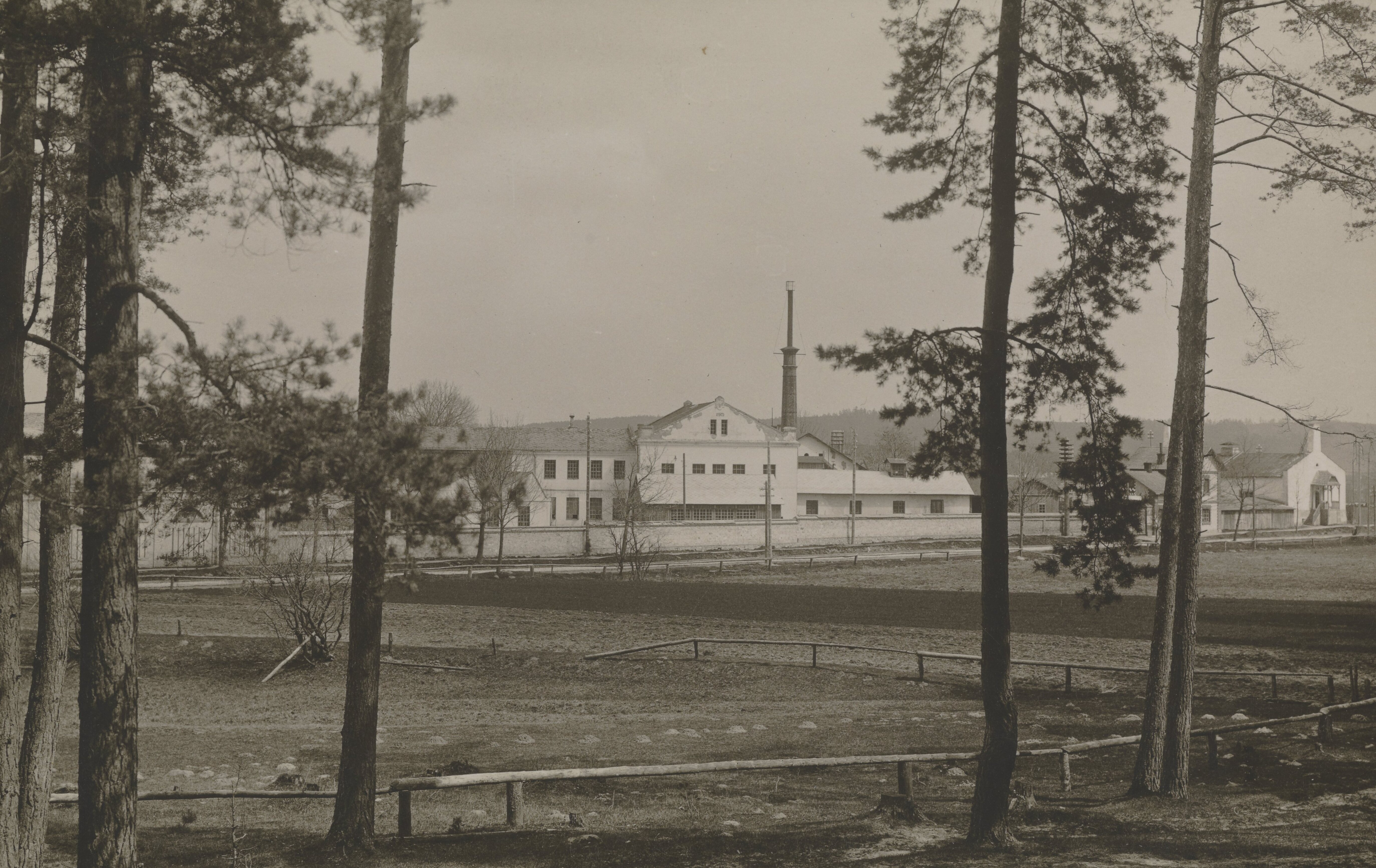
Browar w 1. połowie XX w.

### Browar Ordynacji Zamojskiej
Browar w Zwierzyńcu został założony w ramach Ordynacji Zamojskiej przez Stanisława Kostkę Zamoyskiego na początku XIX wieku. Pierwsze budynki, do których należały: parterowy zakład piwowarski, piwnice, magazyny, bednarnia i wozownia zbudowano w latach 1805–1806 w miejscu dawnej rezydencji Zamoyskich. Pracami murarskimi kierował majster Grzegorz Szostakiewicz, a za uruchomienie produkcji piwa odpowiadał szkocki piwowar John McDonald. W latach 1806–1810 warzono w nim piwo angielskie typu porterowego.
W 1810 roku browar uległ pożarowi. Został jednak szybko odbudowany ze zniszczeń. W latach 1834–1836 dokonano jego rozbudowy i modernizacji. W tym czasie wyposażono go w maszynę parową, a w nowym skrzydle urządzono młyn do przemiału słodu.
Od lat 40 XIX wieku zakład był wydzierżawiany przez Ordynację Zamojską. W latach 1866–1878 zawiesił działalność. Większość jego wyposażenia sprzedano. W 1878 roku po kolejnej rozbudowie i zakupie nowego sprzętu uruchomiono na nowo.
W okresie I wojny światowej zakład został zniszczony i na krótko zaprzestał działalności. Wznowił ją po 1922 roku. W okresie międzywojennym rodzina Zamoyskich podjęła się promocji browaru i dystrybucji produkowanego w nim piwa na terenie całej Polski. W tym celu między innymi w 1929 roku Maurycy Zamoyski zlecił malarzowi Wojciechowi Kossakowi wykonanie projektu plakatu reklamowego przedstawiającego żołnierza i opatrzony hasłem: Pijcie piwo browaru Zwierzyniec nad Wieprzem Ordynacji Zamoyskiej.
Po odbudowie w latach 20 XX wieku zakład był wyposażony w dwie maszyny parowe, trzy silniki elektryczne, jedną prądnicę i dwa kotły niskiego ciśnienia. Wybudowano na jego terenie stację kolei wąskotorowej, która łączyła go z tartakiem i fabryką wyrobów drzewnych.
W latach 1939–1944 browar znajdował się pod zarządem niemieckim.

### Browar państwowy
Po II wojnie światowej i likwidacji ordynacji browar został znacjonalizowany. Początkowo funkcjonował pod zarządem spółdzielni rolniczej Samopomoc Chłopska w Zwierzyńcu. W 1950 roku przeszedł w posiadanie Zwierzynieckich Zakładów Piwowarsko-Słodowniczych, które miały browary w Zwierzyńcu i Zamościu oraz hurtownie piwa w Zamościu i Biłgoraju. W kolejnych latach wielokrotnie modernizowano wyposażenie browaru i po raz kolejny go rozbudowywano. Między innymi w 1975 roku zbudowano nową kotłownię.
W 1970 roku browar w Zwierzyńcu i jego filie zostały połączone z Zakładami Piwowarskimi w Lublinie, pod których zarządem był do początku lat 90. XX wieku. W latach 80. XX wieku uruchomiono przy browarze nową rozlewnię piwa, a także przeprowadzono remont generalny głównego budynku.

### Browar w dzierżawie Perły
Po restrukturyzacji polskiego przemysłu piwowarskiego dzierżawcą browaru w Zwierzyńcu były w latach 1992–2010 kolejno spółki Zakłady Piwowarskie w Lublinie i Perła – Browary Lubelskie.
W 2008 roku firma Perła – Browary Lubelskie po przedłużeniu umowy dzierżawy zakładu do 2033 roku wstrzymała produkcję piwa w browarze i przeniosła ją do browaru w Lublinie. Od tego czasu w zakładzie czynna była jedynie rozlewnia. Sprawa nagłego zaprzestania produkcji piwa w browarze i zwolnienia części pracowników stała się w 2009 roku powodem kontroli Najwyższej Izby Kontroli. Śledztwo wykazało rażące naruszenie w 2008 roku zasad prawnych na jakich powinien być wydzierżawiany obiekt należący do Skarbu Państwa. W 2010 roku spółka Perła – Browary Lubelskie wycofała się z dalszej dzierżawy browaru. Zdemontowano większość wyposażenia zakładu, które trafiło do Lublina.
W 2011 roku odbył się przetarg, który wyłonił nowego dzierżawcę zakładu. Zgodnie z umową zawartą ze starostwem powiatowym dzierżawca miał wznowić produkcję w ciągu jednego roku. Zwycięzca procedury nie wywiązał się jednak z umowy i rozpisano w 2012 roku nowy przetarg. Po jego zakończeniu dzierżawcą zakładu została ponownie firma Perła – Browary Lubelskie.
Od kilkunastu lat starania o odzyskanie browaru w Zwierzyńcu prowadzi rodzina Zamoyskich.

## Opis browaru

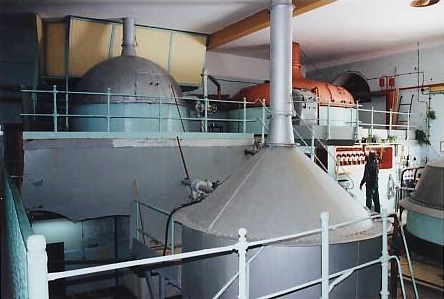
Dawna warzelnia browaru w Zwierzyńcu

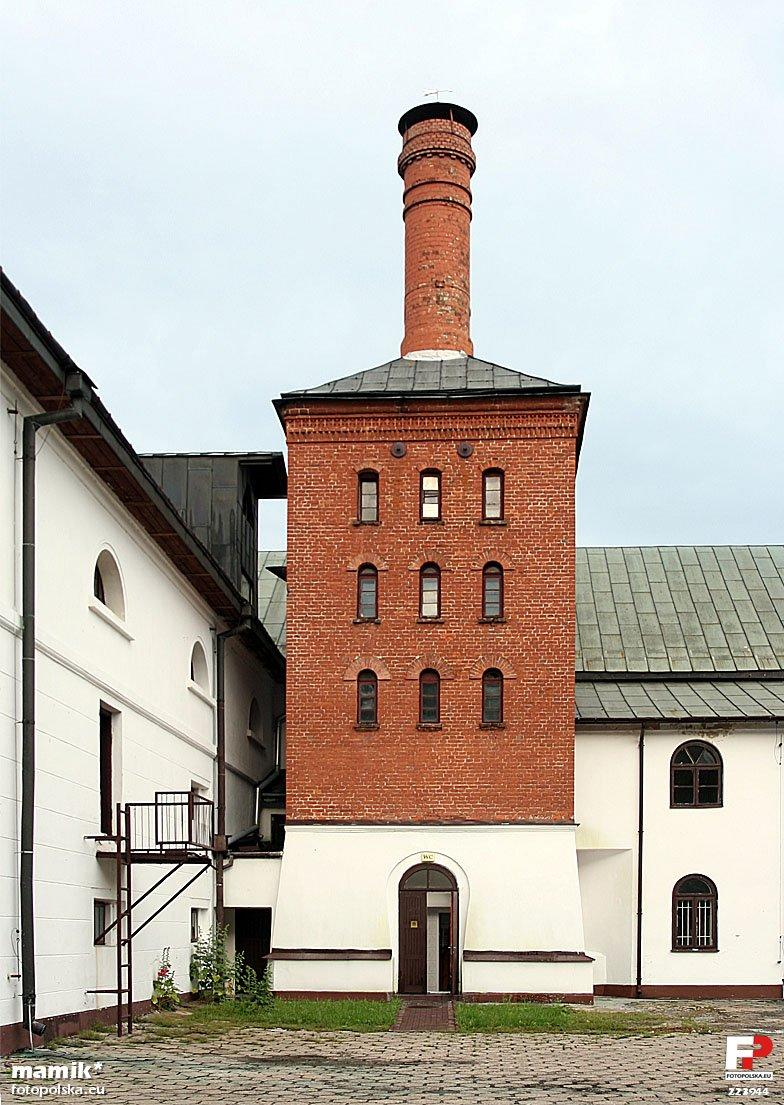
Dawna słodownia browaru w Zwierzyńcu

Kompleks browaru w Zwierzyńcu składa się z dwóch części przedzielonych ulicą Browarną. Tzw. stary browar to przede wszystkim pochodzący z XIX wieku zabytkowy budynek główny w kształcie podkowy. Jest to trzykondygnacyjny, boniowany, otynkowany i nakryty blaszanym dachem dwuspadowym budynek produkcyjny. Znajduje się w nim m.in. dawna fermentownia z otwartymi kadziami i stara warzelnia o wybiciu 140 hl. Od frontu do budynku głównego przylega niesymetrycznie magazyn słodu (dawna słodownia wieżowa i suszarnia). Z tyłu z kolei znajduje się wybudowana w latach 70. XX wieku kotłownia. Z budynkiem głównym sąsiadują jeszcze: dawna remiza, kilka budynków gospodarczych i warsztatów. Najbardziej charakterystycznym z nich jest zabytkowa portiernia przy bramie głównej.
Naprzeciwko budynku głównego, po drugiej stronie ulicy Browarnej, znajduje się tzw. nowy browar. Jest to zespół obiektów przemysłowych wzniesionych w okresie ostatniej modernizacji i rozbudowy zakładu piwowarskiego w Zwierzyńcu (lata 60., 70. i 80. XX wieku). Do 2010 roku mieściły się tam działy produkcyjne leżakownia i rozlewnia. W 2013 roku w budynkach tych została zamontowana nowa linia produkcyjna browaru o wydajności 34 000 hl rocznie. Nowe wyposażenie (warzelnię, unitanki) dostarczyła czeska firma Destila.
Na terenie kompleksu browaru w Zwierzyńcu poza budynkami przemysłowymi i gospodarczymi znajduje się również kilka domów mieszkalnych (w tym m.in. zabytkowa willa Borowianka) oraz hydrofornia ze studnią głębinową.

## Letnia Akademia Filmowa
Od 2000 roku w okresie wakacyjnym na dziedzińcu przed budynkiem głównym browaru rokrocznie odbywa się impreza plenerowa będąca częścią Letniej Akademii Filmowej.

## Literatura
- Aleksander Strojny: Browary w Polsce. Warszawa: Hachette Polska, 2009. ISBN 978-83-7575-674-6. Brak numerów stron w książce